# Contea di Wongan-Ballidu
La contea di Wongan-Ballidu è una delle 43 local government areas che si trovano nella regione di Wheatbelt, in Australia Occidentale. Si estende su di una superficie di circa 3.369 chilometri quadrati ed ha una popolazione di 1.385 abitanti.